# Ніко Лірш
Ніко Лірш (нім. Nico Liersch; нар. 17 липня 2000, Мюнхен) — німецький актор.

## Біографія
Ніко Лірш почав свою акторську кар'єру зі зйомок в телевізійних рекламних відео. Потім він почав зніматися в німецьких телевізійних фільмах і в 2012 році вперше зіграв на великому екрані у фільмі «Спокусник 2» Тіля Швайгера. 2012 року цей фільм став найкасовішим у Німеччині.
Також Ніко зіграв роль Руді Штайнера у фільмі «Книжкова злодійка» (англ. The Book Thief) у 2013 році. Це одна із найкращих його ролей.
Ніко Лірш зараз живе у Мюнхені із батьками і сестрою, ходить до школи. Йому подобається гандбол, футбол і сноубордінг. А також він захоплюється музикою і вчиться грати на ударних.

## Фільмографія
- 2013 BOOK THIEF Роль — Rudy Steiner
- 2013 KOKOWÄÄH 2 Роль — Tille
- 2012 HERZFLIMMERN — LIEBE ZUM LEBEN Роль — Florian Tremmel
- 2012 SCHAFKOPF Роль- ?
- 2011 AFRIKA RUFT NACH DIR Роль — Jakob Wenninger
- 2011 DIE GEERBTE FAMILIE Роль — Paul Sprung
- 2011 BLACKOUT Роль — Kind
- 2010 LIEBE KOMMT MIT DEM CHRISTKIND Роль — Peter Eggert
- 2010 DER EINSTURZ — DIE WAHRHEIT IST TÖDLICH Роль — Max Karge
- 2004 INGA LINDSTRÖM Роль — Kind Lasse
- 2004 TRAUMHOTEL Роль — Anton Ingenhoven